# تپه قلعه مجیدآباد
تپه قلعه مجیدآباد مربوط به دوران‌های تاریخی پس از اسلام است و در شهرستان ساوه، روستای نوبران واقع شده و این اثر در تاریخ ۱۰ آذر ۱۳۵۴ با شمارهٔ ثبت ۱۲۰۰ به‌عنوان یکی از آثار ملی ایران به ثبت رسیده است.